# 180 Garumna
180 Garumna är en asteroid i asteroidbältet, upptäckt 29 januari 1878 av den franske astronomen Henri Joseph Anastase Perrotin i Toulouse, Frankrike. Asteroiden har fått sitt namn efter floden Garonne i Frankrike.